# Dindica virescens
Dindica virescens là một loài bướm đêm trong họ Geometridae.